# Vicente de la Mata
Vicente de la Mata (Rosario, 15 de gener de 1918 - Rosario, 4 d'agost de 1980) fou un futbolista argentí de la dècada de 1940.

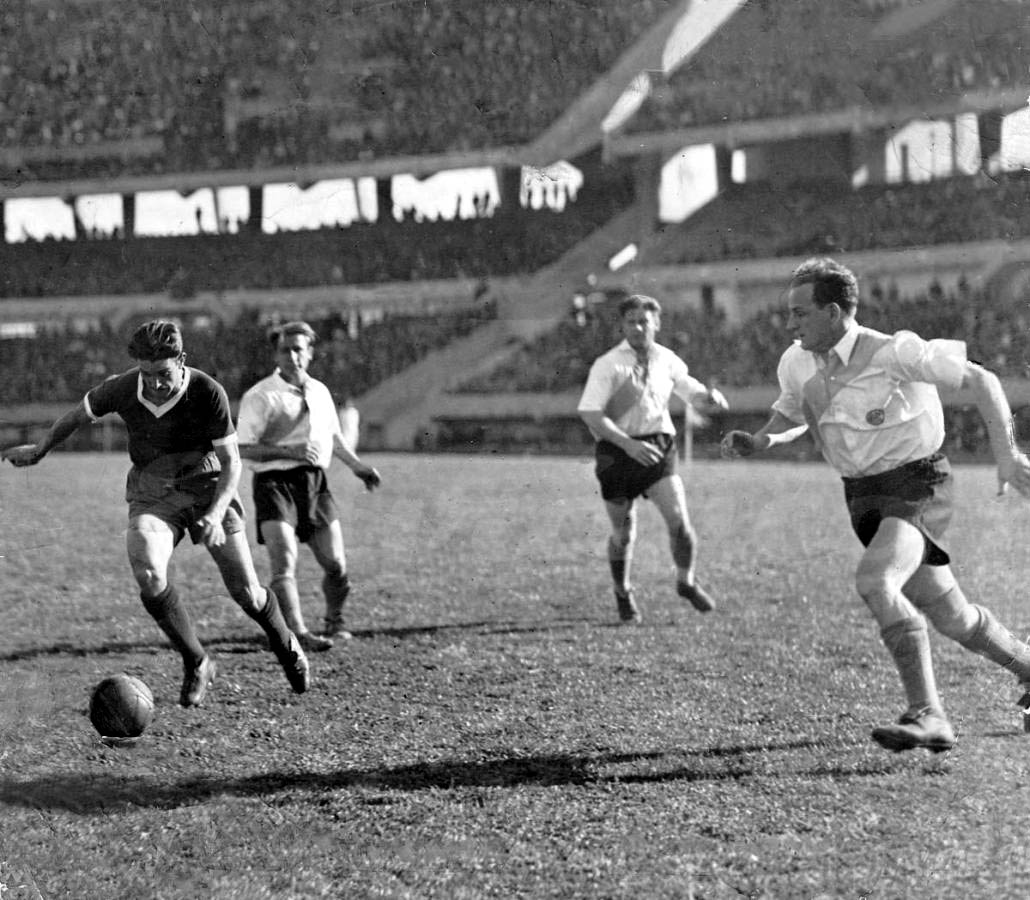
De la Mata jugant contra River Plate el 1939.

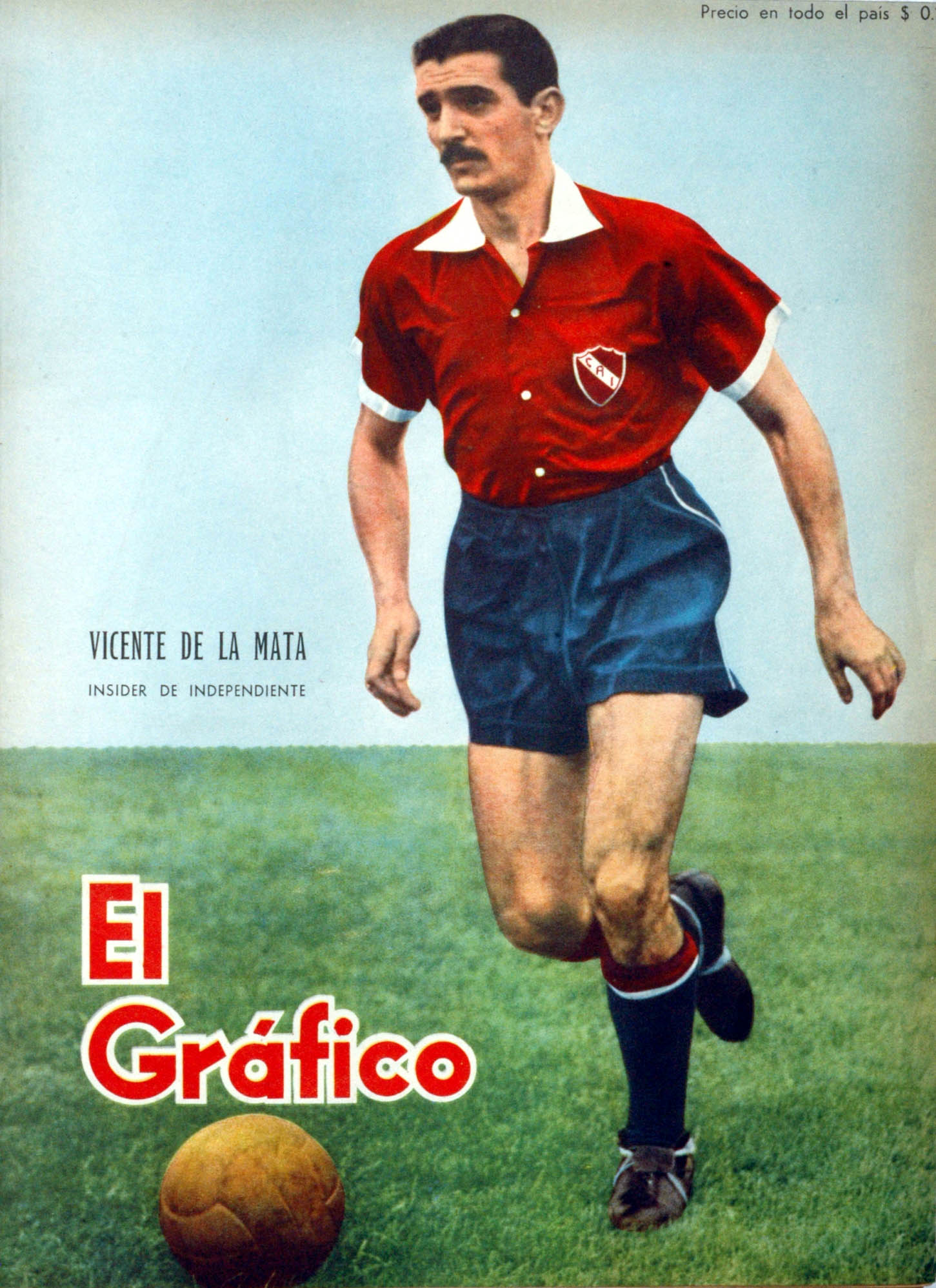
De la Mata jugant a Independiente.

La major part de la seva carrera la passà al club CA Independiente.
Va ser internacional amb l'Argentina entre 1937 i 1946. Formà par de l'equip a la Copa Amèrica de futbol en tres edicions: 1937, 1945 i 1946.
Va ser entrenador a clubs com Independiente, Deportivo Morón, Dock Sud i Central Córdoba.

## Palmarès
Independiente
- Lliga argentina de futbol: 
  - 1938, 1939, 1948
- Copa Ibarguren (2): 
  - 1938, 1939
- Copa Adrián Escobar (1): 
  - 1939
- Copa Aldao (2): 
  - 1938, 1939

Argentina
- Copa Amèrica de futbol (3):
  - 1937, 1945, 1946